# HD268471
HD268471 — хімічно пекулярна зоря спектрального класу
A2 й має видиму зоряну величину в смузі V приблизно  9,7.

## Пекулярний хімічний вміст
Зоряна атмосфера HD268471 має підвищений вміст 
Cr
.